# Comuna Nerubaika, Novoarhanhelsk
Nerubaika (în ucraineană Нерубайка) este o comună în raionul Novoarhanhelsk, regiunea Kirovohrad, Ucraina, formată din satele Nerubaika (reședința) și Stanislavivka.

## Demografie
Componența lingvistică a comunei Nerubaika
     Ucraineană (97,3%)
     Rusă (2,4%)
     Alte limbi (0,08%)
Conform recensământului din 2001, majoritatea populației comunei Nerubaika era vorbitoare de ucraineană (97,3%), existând în minoritate și vorbitori de rusă (2,4%).